# Nahverkehr in Greiz
Der Stadtverkehr Greiz besteht seit 1925 in der ostthüringischen Stadt. Die Hauptstrecke wurde von 1945 bis 1969 auch von Oberleitungsbussen befahren.

## Städtischer Omnibusverkehr
Das Stadtgebiet von Greiz dehnt sich aus topographischen Gründen nicht nach allen Seiten gleichmäßig aus, sondern folgt den engen Tälern der Weißen Elster und des Aubaches. Dadurch ergeben sich für die Einwohner Entfernungen, wie sie in einer Stadt mit ähnlich großer Bevölkerung – 1931 rund 39.000 Einwohner – sonst selten sind. Außerdem kam der um das Jahr 1900 geplante Bau einer Straßenbahn nicht zustande.
Als sich auch nach dem Ersten Weltkrieg die Reichspost nicht bereitfand, den innerstädtischen Verkehr zu bedienen, wurde der „Städtische Kraftomnibus-Verkehr Greiz“ als städtischer Eigenbetrieb geschaffen. Ab 31. Mai 1925 wurde planmäßig die Linie vom Gasthof St. Adelheid durch das Aubachtal im Osten der Stadt zum Zentrum und weiter nach Süden über den Stadtteil Dölau in die sächsische Nachbarstadt Elsterberg mit rund 5.000 Einwohnern befahren. Es war ein Omnibus vorhanden, der die Strecke zwischen 6:00 Uhr und 22:30 Uhr täglich elf- bis zwölfmal bediente.
1928 wurde die Großgarage Adelheidstraße für die Abstellung der Omnibusse in Betrieb genommen.
Zu dieser „Stammstrecke“ kamen bald noch weitere Linien in die Vororte sowie einige Nachbarstädte hinzu. So konnten im Jahr 1926 bereits 1.260.000 Fahrgäste gezählt werden. Diese Zahl wurde bis 1930 fast verdoppelt. Aufgrund der Weltwirtschaftskrise brachen anschließend die Fahrgastzahlen jedoch wieder deutlich ein.
Vor Beginn des Zweiten Weltkrieges 1939 umfasste der Betrieb sieben Stadt- und Vorortlinien sowie vier Überlandlinien – u. a. nach Reichenbach im Vogtland und Weida – mit insgesamt 80 Kilometern Länge. Hier waren 15 Omnibusse (1930) bzw. später 18 Omnibusse (1939) im Einsatz, darunter ein dreiachsiger Büssing-Bus mit 95 PS Leistung. 1940 kam noch ein Sattelzugomnibus hinzu („Langer Thüringer“), der 55 Sitzplätze hatte und wohl der damals größte Omnibus Deutschlands war.
Im Januar 1945 wurde der Betrieb kriegsbedingt eingestellt, die Wiederaufnahme des Betriebs erfolgte im September 1945.

## Oberleitungsbusbetrieb
| Streckenlänge: | 9,7 km |                            |                            |
| |        |                            |                            |
| \| \| 0,0 \| Schönfeld St. Adelheid \| Schönfeld St. Adelheid \| \| \| \| Depot in Greiz \| \| \| \| \| Greiz Aubachtal Wartehalle \| \| \| \| \| Greiz Reichenbacher Straße \| \| \| \| \| Greiz Aufgang Irchwitz \| \| \| \| \| Greiz Bebelstraße \| \| \| \| \| Greiz Rathenauplatz \| \| \| \| \| Greiz Puschkinplatz \| \| \| \| \| Greiz Goethepark/Theater \| \| \| \| \| Greiz Carolinenstraße \| \| \| \| 3,9 \| Greiz Tannendorf \| Greiz Tannendorf \| \| \| \| Greiz Baumarkt \| \| \| \| \| Rothenthal \| \| \| \| 6,3 \| Dölau \| Dölau \| \| \| \| Sachswitz \| \| \| \| \| Thüringen / Sachsen \| \| \| \| \| Abzweig Noßwitz \| \| \| \| \| Elsterberg Greizer Straße \| \| \| \| \| Elsterberg Bahnhofstraße \| \| \| \| 9,7 \| Elsterberg Markt \| Elsterberg Markt \| |        |                            |                            |
| | 0,0    | Schönfeld St. Adelheid     | Schönfeld St. Adelheid     |
| U-Bahn-Abzweig geradeaus und von rechts (Strecke außer Betrieb) |        | Depot in Greiz             | Depot in Greiz             |
| U-Bahn-Haltepunkt / Haltestelle (Strecke außer Betrieb) |        | Greiz Aubachtal Wartehalle | Greiz Aubachtal Wartehalle |
| U-Bahn-Haltepunkt / Haltestelle (Strecke außer Betrieb) |        | Greiz Reichenbacher Straße | Greiz Reichenbacher Straße |
| U-Bahn-Haltepunkt / Haltestelle (Strecke außer Betrieb) |        | Greiz Aufgang Irchwitz     | Greiz Aufgang Irchwitz     |
| U-Bahn-Haltepunkt / Haltestelle (Strecke außer Betrieb) |        | Greiz Bebelstraße          | Greiz Bebelstraße          |
| U-Bahn-Haltepunkt / Haltestelle (Strecke außer Betrieb) |        | Greiz Rathenauplatz        | Greiz Rathenauplatz        |
| U-Bahn-Haltepunkt / Haltestelle (Strecke außer Betrieb) |        | Greiz Puschkinplatz        | Greiz Puschkinplatz        |
| U-Bahn-Haltepunkt / Haltestelle (Strecke außer Betrieb) |        | Greiz Goethepark/Theater   | Greiz Goethepark/Theater   |
| U-Bahn-Haltepunkt / Haltestelle (Strecke außer Betrieb) |        | Greiz Carolinenstraße      | Greiz Carolinenstraße      |
| | 3,9    | Greiz Tannendorf           | Greiz Tannendorf           |
| U-Bahn-Haltepunkt / Haltestelle (Strecke außer Betrieb) |        | Greiz Baumarkt             | Greiz Baumarkt             |
| U-Bahn-Haltepunkt / Haltestelle (Strecke außer Betrieb) |        | Rothenthal                 | Rothenthal                 |
| | 6,3    | Dölau                      | Dölau                      |
| U-Bahn-Haltepunkt / Haltestelle (Strecke außer Betrieb) |        | Sachswitz                  | Sachswitz                  |
| U-Bahn-Grenze (Strecke außer Betrieb) |        | Thüringen / Sachsen        | Thüringen / Sachsen        |
| U-Bahn-Haltepunkt / Haltestelle (Strecke außer Betrieb) |        | Abzweig Noßwitz            | Abzweig Noßwitz            |
| U-Bahn-Haltepunkt / Haltestelle (Strecke außer Betrieb) |        | Elsterberg Greizer Straße  | Elsterberg Greizer Straße  |
| U-Bahn-Haltepunkt / Haltestelle (Strecke außer Betrieb) |        | Elsterberg Bahnhofstraße   | Elsterberg Bahnhofstraße   |
| | 9,7    | Elsterberg Markt           | Elsterberg Markt           |

Auch während der Kriegs- und Nachkriegsjahre, als 1946 die Einwohnerzahl von 45.000 erreicht wurde, stieg der Bedarf nach Verkehrsleistungen an. Jedoch wurde es – trotz Einführung des Leuchtgas- und Holzgasbetriebs – immer schwerer, die erforderlichen Fahrzeuge bereitzustellen. Mitten im Krieg begann die Stadt daher, eine Obusanlage zu errichten. Wegen des herrschenden Mangels an Arbeitskräften und Material konnte die erste Teilstrecke jedoch erst einige Monate nach Kriegsende fertiggestellt werden.
Am 21. September 1945 wurde die 3,9 Kilometer lange Strecke von Schönfeld (St. Adelheid) bis Tannendorf eröffnet. In zwei Etappen wurde die Strecke nach Süden erweitert: im Juli 1946 um 2,4 Kilometer bis Dölau und im November 1946 um weitere 3,4 Kilometer bis Elsterberg, wo jeweils Wendeschleifen angelegt wurden, weil nicht alle Fahrten den gesamten Linienweg bedienten. Für die insgesamt 9,7 Kilometer lange Strecke standen neun Fahrzeuge zur Verfügung; die ersten waren 1945 von der Fahrzeugbau Schumann GmbH aus Werdau geliefert worden.
Der Verkehrsbetrieb wurde 1949 in das „KWU – Kommunale Wirtschaftsunternehmen der Stadt Greiz“ eingegliedert und am 1. Januar 1954 dem „VEB Kraftverkehr Greiz“ unterstellt. 1959 wurden der VEB Kraftverkehr Greiz, der VEB Deutsche Spedition Greiz und die Spedition Victor Walter zum VEB Kraftverkehr und Spedition vereinigt. Dieser wurde 1960 mit dem VEB Kraftverkehr Zeulenroda zum VEB Kraftverkehr Greiz fusioniert. Weil man die nach fast fünfundzwanzig Betriebsjahren erforderlichen Erneuerungsarbeiten nicht durchführen konnte oder wollte, wurde der Obusbetrieb am 11. Juli 1969 eingestellt; zur Verstärkung des Wagenparks wurden ungarische Gelenkbusse vom Typ Ikarus K 180 beschafft.

## Heutiger Betrieb
Nach der Wende wurde der Busbetrieb am 1. Juli 1990 in die „Verkehrs-GmbH Greiz“ umgewandelt, aus der am 23. Januar 1991 die „PRG Personen- und Reiseverkehrs-GmbH Greiz“ (PRG) hervorging, deren Träger die früheren Landkreise Greiz und Zeulenroda waren.
Der Busbahnhof Greiz wurde am 3. Oktober 2003 in Betrieb genommen. Er befindet sich auf einem ehemaligen Teil des Greizer Bahnhofs, der vor Stilllegung der Bahnstrecke Neumark–Greiz und dem darauf folgenden Umbau zu dessen Gleisfeld gehörte. Der Busbahnhof besteht aus einem Gebäude mit Kiosk, einer behindertengerechten Toilette und einem Aufenthaltsraum für die Busfahrer. Auf der Fahrgastinformation werden die Abfahrten von Bussen wie auch der Bahn angezeigt und an 7 Bushaltesteigen (5 für Abfahrt und 2 für Ankunft) abgewickelt. Auf den Abstellflächen haben 10 Busse Platz.
Zum Stadtverkehr Greiz gehören heute folgende Linien der PRG Greiz:
| Linie | Linienverlauf                                                    | Takt Mo–Fr  | Takt Sa–So                                                  |
| ----- | ---------------------------------------------------------------- | ----------- | ----------------------------------------------------------- |
| 1     | Schönfeld – Zentrum – Dölau – Elsterberg (nicht im Stadtverkehr) | 30 min      | 60 min (Schönfeld – Zentrum) 120 min (Zentrum – Elsterberg) |
| 3     | Zentrum – Kurtschau – Silberloch – Gommla                        |             |                                                             |
| 5     | Zentrum – Irchwitz – Waltersdorf – Schönfeld                     | 60 min      | 120 min                                                     |
| 6     | Zentrum – (Krankenhaus –) Reißberg – Pohlitz – Zentrum           | 15 min      | 60 min                                                      |
| 7     | Zentrum – Pohlitz – Herrenreuth – Waldhaus                       | 60–120 min  | kein Verkehr                                                |
| 12    | Zentrum – Obergrochlitz – Moschwitz – Untergrochlitz – Zentrum   | 60 min      | 120 min                                                     |
| 13    | Zentrum – Laagweg                                                | ca. 180 min | kein Verkehr                                                |

Weiterhin gilt im größten Teil des Stadtgebiets von Greiz sowie in Mohlsdorf auch in den Regionalbuslinien der Stadtverkehrstarif:
| Linie | Linienverlauf                                                  | Takt Mo–Fr | Takt Sa–So |
| ----- | -------------------------------------------------------------- | ---------- | ---------- |
| 2     | Greiz – Tremnitz – Elsterberg – Cossengrün / Bernsgrün         |            |            |
| 18    | Greiz – Raasdorf – Mohlsdorf – (Schönfeld –) Kahmer – Reudnitz |            |            |
| 19    | Greiz – Raasdorf – Reudnitz – Fraureuth – Werdau               | 60 min     | 120 min    |
| 20    | Greiz – Teichwolframsdorf – Seelingstädt                       |            |            |
| 21    | Greiz – Waltersdorf – Berga                                    |            |            |
| 24    | Greiz – Wellsdorf – Göttendorf – Zeulenroda                    |            |            |
| 25    | Greiz – Langenwetzendorf – Zeulenroda (– Triptis)              | 60 min     | 120 min    |
| 27    | Greiz – Wildetaube – Hohenölsen                                | 60 min     |            |
| 81    | Greiz – Friesen – Reichenbach                                  | 60 min     | 120 min    |